# The First (álbum sencillo)
The First es el álbum sencillo debut del grupo sino-surcoreano NCT Dream, la tercera subunidad de NCT. Fue lanzado el 9 de febrero de 2017 con «My First and Last» como tema principal. Este álbum marcó el inicio de la carrera musical de NCT Dream, y su sencillo recibió una gran recepción por parte de los fanáticos y el público en general.

## Antecedentes y lanzamiento
El 1 de febrero de 2017, NCT Dream anunció que lanzarían su primer álbum sencillo titulado The First. Sin embargo, SM Entertainment informó que Jaemin no participaría en el regreso debido a problemas de salud.
Descrito como una canción de dance con una melodía ligera, «My First and Last» fue lanzado el 9 de febrero en coreano y mandarín. Además, el álbum incluye un cover de la exitosa canción de Lee Seung-hwan de 1993, titulada «Dunk Shot».·

## Promoción
El grupo tuvo su regreso con su primera presentación en el programa M! Countdown de Mnet el 9 de febrero, donde interpretaron tanto «My First and Last» como «Dunk Shot».

## Lista de canciones
| N.º | Título                              | Letras                                         | Arreglo                                | Duración |  |
| 1.  | «My First and Last» (마지막 첫사랑) | Jeon Gan-di, Mark                              | August Rigo, Justin Davey, Ryan S.Jhun | 3:27     |  |
| 2.  | «My First and Last» (最後的初戀)    | Arys Chien                                     | August Rigo, Justin Davey, Ryan S.Jhun | 3:27     |  |
| 3.  | «Dunk Shot» (덩크슛)                | Kim Kwang-jin                                  | Kenzie                                 | 3:54     |  |
| 4.  | «Chewing Gum»                       | Jo Yoon-kyung, Moon Seol-ri, Jung Min-ji, Mark | Thomas Troelsen, Kenzie                | 3:21     |  |
| 5.  | «Chewing Gum» (泡泡糖)              | Arys Chien                                     | Thomas Troelsen, Kenzie                | 3:21     |  |

## Posicionamiento en listas

### Lista semanal
| Lista (2017)                     | Mejor posición |
| -------------------------------- | -------------- |
| Corea del Sur (Gaon Album Chart) | 1              |

### Lista mensual
| Lista (2017)                     | Mejor posición |
| -------------------------------- | -------------- |
| Corea del Sur (Gaon Album Chart) | 6              |

### Lista anual
| Lista (2017)                     | Mejor posición |
| -------------------------------- | -------------- |
| Corea del Sur (Gaon Album Chart) | 40             |

## Reconocimientos
| Canción             | Programa           | Fecha                 |
| ------------------- | ------------------ | --------------------- |
| «My First and Last» | The Show (SBS MTV) | 14 de febrero de 2017 |
| «My First and Last» | The Show (SBS MTV) | 21 de febrero de 2017 |
| «My First and Last» | The Show (SBS MTV) | 28 de febrero de 2017 |